# Echinaster arcystatus
Echinaster arcystatus is een zeester uit de familie Echinasteridae.
De wetenschappelijke naam van de soort werd in 1914 gepubliceerd door Hubert Lyman Clark.